# Bilka, Berezne
Bilka (în ucraineană Білка) este localitatea de reședință a comunei Bilka din raionul Berezne, regiunea Rivne, Ucraina.

## Demografie
Componența lingvistică a localității Bilka
     Ucraineană (99,91%)
     Alte limbi (0,09%)
Conform recensământului din 2001, majoritatea populației localității Bilka era vorbitoare de ucraineană (99,91%), existând în minoritate și vorbitori de alte limbi.